# 阿洛伊斯·莱克萨·冯·埃伦塔尔
阿洛伊斯·莱克萨·冯·埃伦塔尔（1854年9月27日—1912年2月17日），奥匈帝国政治家、外交官，他曾担任奥匈帝国共同大臣会议主席兼外交大臣。埃伦塔尔表现出强烈的保守主义观点，他是忠实的帝国扩张主义者，他对帝国在20世纪初继续保持繁荣的局面持乐观态度。埃伦塔尔以在巴尔干地区推行强硬的外交政策而闻名，他寻求与俄国合作，并争取盟友德国支持奥匈帝国在巴尔干地区的扩张行动。
作为帝国外交大臣，埃伦塔尔于1908年制定并执行了对波斯尼亚和黑塞哥维那的吞并，成功使波斯尼亚和黑塞哥维那地区并入奥匈帝国。通过此次吞并他试图在帝国南部的巴尔干地区彻底压制不断扩张的大塞尔维亚主义势力；然而他的外交政策因违反了1878年柏林条约而引发了一场国际危机，因此他通过一系列幕后活动来缓和局势，他声称将支持俄罗斯海军获得黑海海峡通行权（以牺牲奥斯曼帝国为代价）借此换取俄国承认奥匈帝国对波黑地区的吞并。为了争取俄罗斯对吞并的支持，埃伦塔尔与俄国外交大臣亚历山大·伊兹沃尔斯基展开秘密谈判，但吞并行动最终依然损害了奥俄之间在巴尔干问题上的合作。此外，该事件也在俄罗斯国内激起了大众强烈的沙文主义情绪 。1912年，埃伦塔尔伯爵在任内突然死于白血病，享年57岁。

## 延伸阅读
- Williamson, Samuel R. Austria-Hungary and the origins of the First World War (Macmillan International Higher Education, 1990).